# Xanthia auragides
Xanthia auragides är en fjärilsart som beskrevs av Max Wilhelm Karl Draudt 1950. Xanthia auragides ingår i släktet Xanthia och familjen nattflyn. Inga underarter finns listade i Catalogue of Life.